# Chim lia lớn
Chim lia lớn (danh pháp hai phần: Menura novaehollandiae) là một loài chim thuộc họ Menuridae. Loài chim biết hót rất nguyên thủy này có dị hình lưỡng tính mạnh, với bộ lông kỳ quặc ở các con trống. Loài này có kích thước bằng con công, dài khoảng 100 cm, với bộ lông màu nâu ở phần trên cơ thể, phần dưới máu nâu xám, cánh tròn và đôi chân mạnh mẽ. Nó là loài nặng nhất dài nhất và nặng thứ ba trong Bộ Sẻ.
Loài này được chọn để in trên mặt sau của đồng xu 10 xen Úc.

## Mô tả

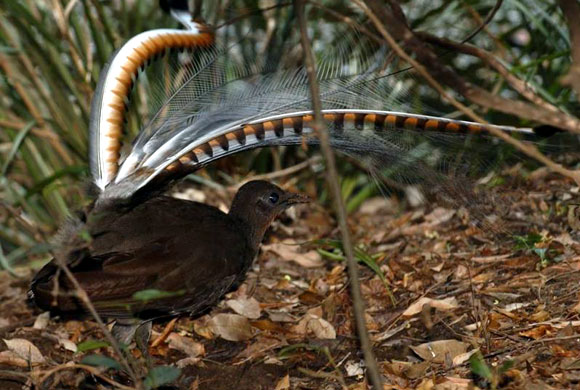
Con trống chim lia lớn đang tán tỉnh con mái

Là một loài đặc hữu Úc, chim lia lớn có thể được tìm thấy trong khu rừng phía đông nam Australia, từ miền nam Victoria đến đông nam Queensland. Chế độ ăn uống của nó bao gồm chủ yếu là các động vật không xương sống nhỏ được tìm thấy trên nền rừng hoặc trong các khúc gỗ mục. Trong những năm 1930, một số nhỏ đã được du nhập vào Tasmania do các lo sợ thiếu cơ sở về khả năng nó bị tuyệt chủng. Quần thể ở Tasmania phát triển mạnh. Ngày nay phổ biến rộng rãi và phổ biến ở phạm vi rộng lớn của nó.